# Felsritzungen von Himmelstalund

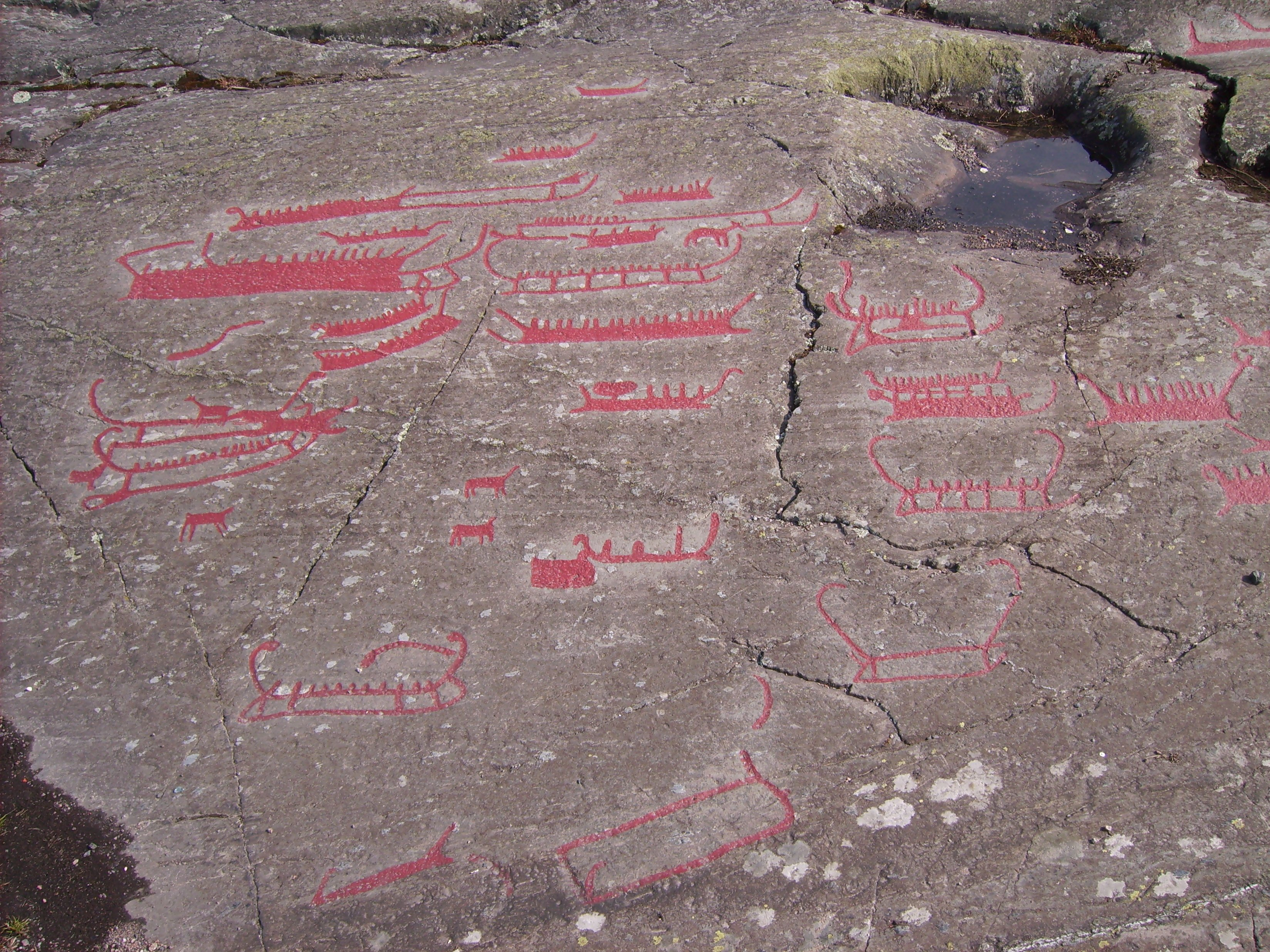
Schiffsbilder

Die Felsritzungen von Himmelstalund (schwedisch Himmelstalunds hällristningar) liegen südlich des Freibades an der südlichen Einfahrt der E 4 nach Norrköping in der Provinz Östergötlands län. Sie stammen aus der schwedischen Bronzezeit (1500–500 v. Chr.).

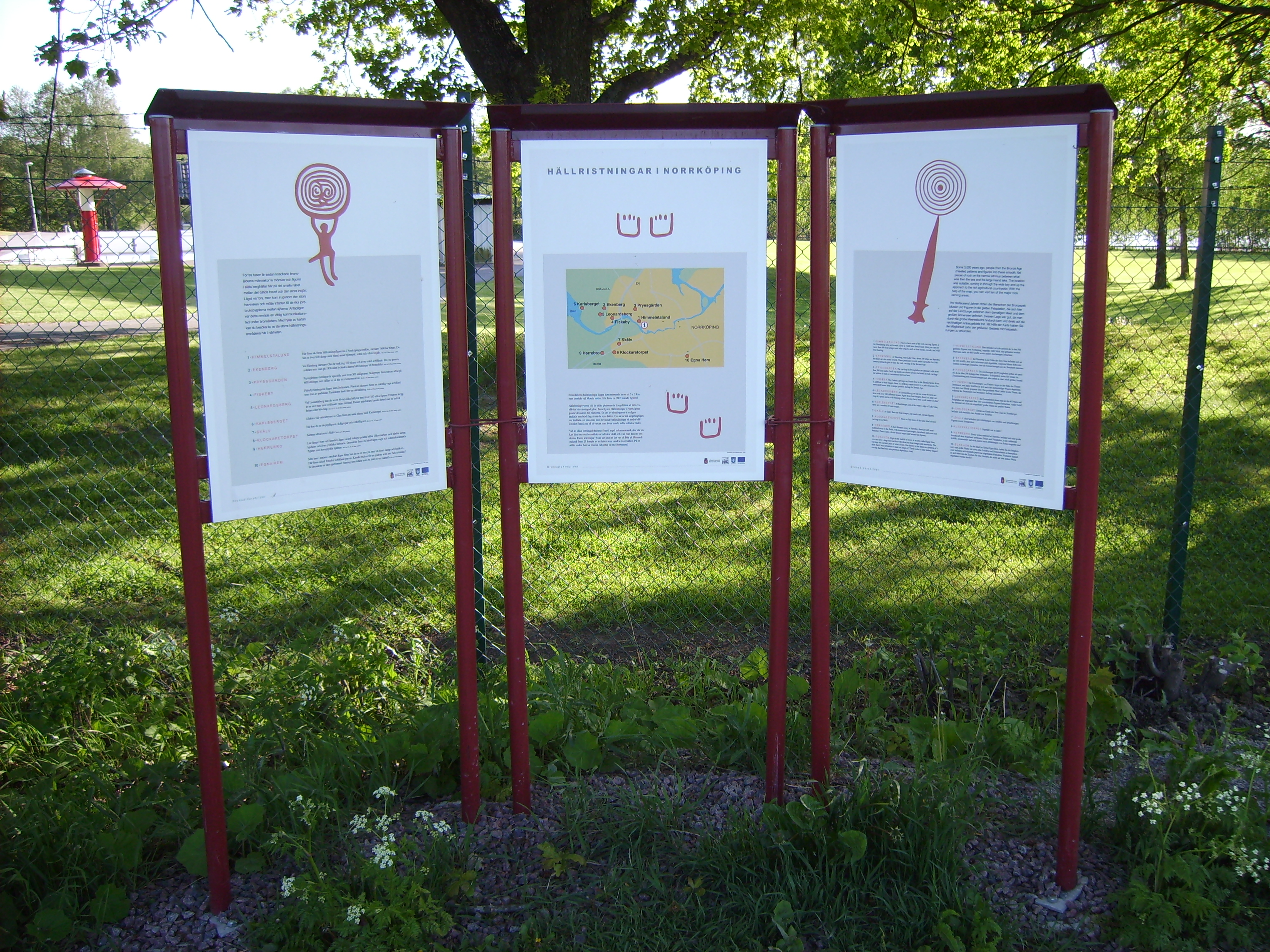
Felsbilder Hinweise

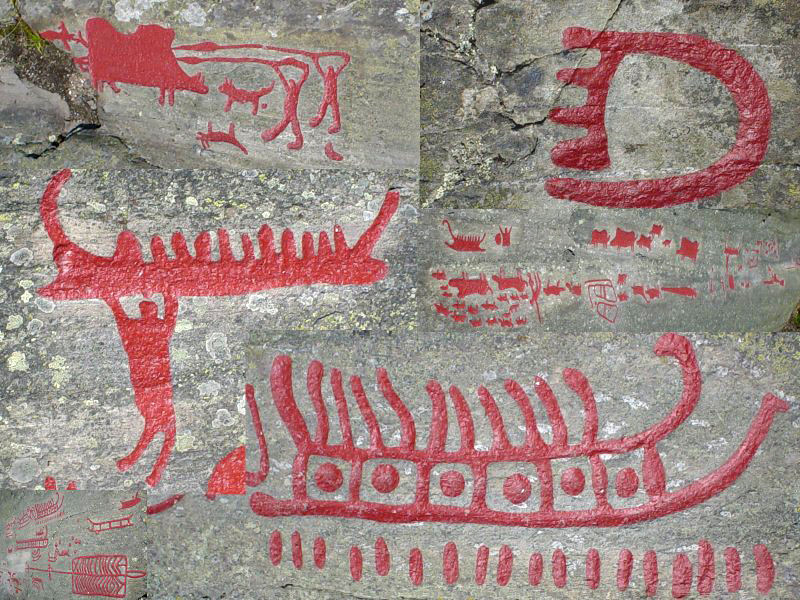
Hochgehaltenes Schiff ähnlich dem von Brandskog und Eberjagd

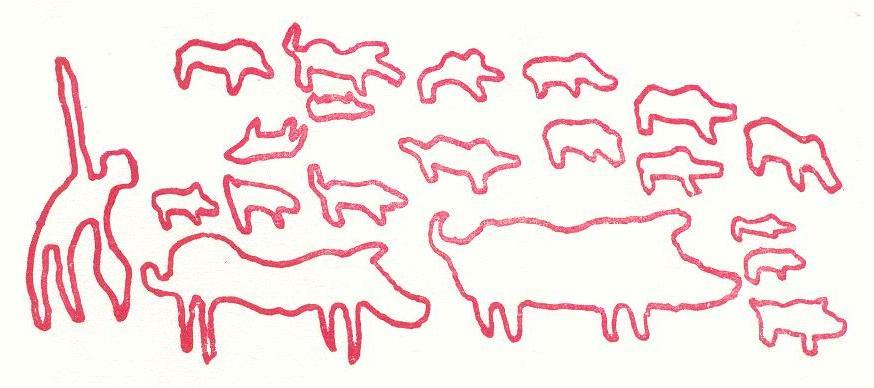
Die Schweineplatte

## Kontext
Die variantenreichen Felsritzungen (Petroglyphen) in Östergötland zeigen in Norrköping eine Konzentration am Motala ström und weisen als Motive Elche, Hirsche, Pferde und Wildschweine auf. Schiffsbilder kommen in großer Zahl vor und Symbole wie Fußsohlen, konzentrische Kreise, Räder, Spiralen und für Östergötland typische netzartige Bilder sind vertreten. Kennzeichnend sind ebenfalls Beile und Schwerter, die bei der Diskussion des Alters der nordischen Felsritzungen eine Rolle spielen. Menschenfiguren finden sich zuweilen in prozessionsähnlicher Anordnung. Viele Felsritzungen sind naturalistisch und erinnern an norrländische Ritzungen und Malereien. Die wichtigsten Fundplätze liegen bei Ekenberg, Himmelstalund und Leonardsberg.

## Die Ritzungen
Mit rund 50 größeren und kleineren, eben liegenden Hällristningar-Platten ist das Gebiet von Himmelstalund eines der interessantesten Areale in Skandinavien. Auffallend sind:
- ein Doppelkreis, aus dem zwölf hornartige Bögen hervorkommen.
- eine Wildschweinjagd bei der zwei Männer mit langen Speeren und zwei Hunden – einer davon offensichtlich getötet – gegen einen mächtigen Wildschweineber vorgehen.
- Schiffe mit angedeuteter Bemalung der Bordwände. Einige der dargestellten Schiffe weisen weit ausladende Doppelsteven auf, die dem Hjortspringboot ähneln.
- einige Schiffe von Himmelstalund deuten Besatzungen von über 50 Personen an.
- ein gegenüber den anderen Zeichnungen großes Rechteck voller gebogener Linien. Allein die Größe deutet auf etwas Besonderes und stellt das Hierogramm eines abstrakten Gedankens dar.